# Ngô Trấn Vũ
Ngô Chí Cường (tiếng Trung: 吳志強, tiếng Anh: Ng Wai-keung), thường được biết đến với nghệ danh Ngô Trấn Vũ (tiếng Trung: 吳鎮宇, tiếng Anh: Francis Ng Chun-yu, sinh ngày 21 tháng 12 năm 1961), là một nam diễn viên người Hồng Kông.
Ông được khán giả biết đến thông qua vai diễn nổi tiếng của ông trong bộ phim truyền hình TVB Bao la vùng trời, và đồng thời còn là nam diễn viên của một số tác phẩm điện ảnh nổi tiếng như Người trong giang hồ, Anh hùng Trung Hoa, Sinh hỏa, Đội xung phong và gần đây hơn là Những người phiêu bạt.

## Danh sách phim

### Phim điện ảnh
| Năm  | Phim                                             | Vai diễn                    | Ghi chú |
| ---- | ------------------------------------------------ | --------------------------- | ------- |
| 1986 | Midnight Girls                                   |                             |         |
| 1989 | Final Run                                        |                             |         |
| 1989 | Proud and Confident                              |                             |         |
| 1989 | Lucky Guys                                       |                             |         |
| 1989 | Devil Hunters                                    |                             |         |
| 1990 | Dragon Fighter                                   |                             |         |
| 1990 | Fire Phoenix                                     |                             |         |
| 1991 | Fatal Game                                       |                             |         |
| 1991 | In the Lap of God                                | Alex                        |         |
| 1992 | Mighty Gambler                                   |                             |         |
| 1992 | Handsome Siblings                                |                             |         |
| 1993 | The Bride with White Hair                        | Chi Wu Shuang               |         |
| 1993 | Kung Fu Cult Master                              | Chang Tsui-San              |         |
| 1993 | Flirting Scholar                                 | Member of The Four Scholars |         |
| 1993 | Legal Innocence                                  | Patrick Wong                |         |
| 1993 | Kidnap of Wong Chak Fai                          |                             |         |
| 1993 | Psycho Killer (雨夜天魔)                         | Lâm Quá Vân                 |         |
| 1994 | I Wanna Be Your Man!                             |                             |         |
| 1994 | Naughty Couple                                   |                             |         |
| 1994 | Easy Money                                       |                             |         |
| 1994 | From Zero to Hero                                |                             |         |
| 1994 | Reckless Barrister                               |                             |         |
| 1995 | Fake Emperor                                     |                             |         |
| 1995 | The Golden Girls                                 |                             |         |
| 1995 | Those Were the Days...                           |                             |         |
| 1996 | Young and Dangerous                              | Ugly Kwan                   |         |
| 1996 | Twinkle Twinkle Lucky Star (Yun cai zhi li xing) |                             |         |
| 1996 | Sexy and Dangerous                               |                             |         |
| 1996 | Satan Returns                                    |                             |         |
| 1996 | Once Upon a Time in Triad Society                | Ugly Kwan                   |         |
| 1996 | Big Bullet                                       | Inspector Yang              |         |
| 1996 | Once Upon a Time in Triad Society 2              | Diy Chai/Dagger             |         |
| 1996 | God of Gamblers 3: The Early Stage               | Ko Ngo                      |         |
| 1997 | A Queer Story                                    |                             |         |
| 1997 | All's Well, Ends Well 1997                       | Lo Fei                      |         |
| 1997 | Too Many Ways to Be No. 1                        | Matt                        |         |
| 1997 | 24 Hours Ghost Story                             |                             |         |
| 1997 | 97 Aces Go Places                                |                             |         |
| 1997 | Full Alert                                       | Mak Kwan                    |         |
| 1997 | Those were the Days                              | Patrick Tse Yuen            |         |
| 1997 | Theft Under the Sun                              |                             |         |
| 1997 | Behind the Yellow Line                           |                             |         |
| 1998 | Portland Street Blues                            |                             |         |
| 1998 | Raped by an Angel 2: The Uniform Fan             |                             |         |
| 1998 | Till Death Do Us Part                            |                             |         |
| 1998 | The Group                                        |                             |         |
| 1998 | Young and Dangerous: The Prequel                 |                             |         |
| 1998 | Magnificent Team                                 |                             |         |
| 1998 | The Extra                                        |                             |         |
| 1998 | 9413                                             |                             |         |
| 1998 | Wipe Out                                         |                             |         |
| 1999 | The Mission                                      |                             |         |
| 1999 | The H.K. Triad                                   | Lok                         |         |
| 1999 | Last Ghost Standing                              |                             |         |
| 1999 | A Wicked Ghost                                   |                             |         |
| 1999 | Bullets Over Summer                              |                             |         |
| 1999 | King of Debt Collecting Agent                    |                             |         |
| 1999 | Gen-X Cops                                       |                             |         |
| 1999 | A Man Called Hero                                |                             |         |
| 1999 | Ripley's Believe It or Not!                      |                             |         |
| 1999 | Lord of Amusement                                |                             |         |
| 1999 | Never Compromise                                 |                             |         |
| 2000 | 2000 AD                                          |                             |         |
| 2000 | Chinese Midnight Express II                      |                             |         |
| 2000 | Juliet in Love                                   |                             |         |
| 2000 | What is a Good Teacher                           |                             |         |
| 2000 | A War Named Desire                               |                             |         |
| 2000 | Clean My Name, Mr. Coroner!                      |                             |         |
| 2001 | Bakery Amour                                     |                             |         |
| 2001 | Horror Hotline... Big Head Monster               |                             |         |
| 2001 | A Gambler's Story                                |                             |         |
| 2001 | Loser's Club                                     |                             |         |
| 2001 | Leaving in Sorrow                                |                             |         |
| 2001 | Good Boys 2                                      |                             |         |
| 2001 | Fall for You                                     |                             |         |
| 2002 | Beauty and the Breast                            |                             |         |
| 2002 | Women from Mars                                  |                             |         |
| 2003 | Shiver                                           |                             |         |
| 2003 | Heroic Duo                                       |                             |         |
| 2003 | Colour of the Truth                              |                             |         |
| 2003 | Infernal Affairs II                              |                             |         |
| 2004 | Fantasia                                         | Kin                         |         |
| 2004 | Love Trilogy                                     |                             |         |
| 2004 | The White Dragon                                 |                             |         |
| 2005 | Crazy N' The City                                |                             |         |
| 2005 | Himalaya Singh                                   |                             |         |
| 2005 | Hands in the Hair                                |                             |         |
| 2005 | The Curse of Lola                                |                             |         |
| 2005 | Teacher in University                            |                             |         |
| 2006 | McDull, the Alumni                               |                             |         |
| 2006 | Karmic Mahjong                                   |                             |         |
| 2006 | Exiled                                           |                             |         |
| 2006 | On the Edge                                      |                             |         |
| 2006 | Wo Hu                                            |                             |         |
| 2006 | One Last Dance                                   |                             |         |
| 2007 | Zhui Bu                                          |                             |         |
| 2007 | It's a Wonderful Life                            |                             |         |
| 2007 | The Closet                                       |                             |         |
| 2007 | Dancing Lion                                     |                             |         |
| 2007 | Shamo                                            |                             |         |
| 2007 | Bullet and Brain                                 |                             |         |
| 2008 | Deadly Delicious                                 |                             |         |
| 2008 | Buttonman                                        |                             |         |
| 2009 | Tracing Shadow                                   | Yehe Changkong              |         |
| 2009 | Turning Point                                    | Zatoi                       |         |
| 2010 | Wind Blast                                       |                             |         |
| 2010 | Midnight Beating                                 |                             |         |
| 2011 | The Warring States                               |                             |         |
| 2011 | Love Never Dies                                  |                             |         |
| 2011 | Turning Point 2                                  | Fok Tin-yam                 |         |
| 2012 | Crazy Stupid Thief                               |                             |         |
| 2012 | My Way                                           |                             |         |
| 2012 | Passion Island                                   |                             |         |
| 2012 | Good-for-Nothing Heros                           |                             |         |
| 2012 | Game of Assassins                                |                             |         |
| 2012 | The Last Tycoon                                  | Mau Choi                    |         |
| 2013 | Pay Back                                         |                             |         |
| 2014 | The House That Never Dies                        |                             |         |
| 2015 | Triumph in the Skies                             | Samuel Tong                 |         |
| 2015 | Two Thumbs Up                                    | Lucifer                     |         |
| 2015 | Lovers and Movies                                |                             |         |
| 2015 | Love Without Distance                            |                             |         |
| 2015 | Sentence Me Guilty                               |                             |         |
| 2016 | House of Wolves                                  | Charlie                     |         |
| 2016 | Line Walker                                      | Q sir/Inspector Q           |         |
| 2016 | The Warriors Gate                                | Wizard                      |         |
| 2016 | Girl of the House                                |                             |         |
| 2017 | Shed Skin Papa                                   | Tin Yat-hung                |         |
| 2017 | 77 Heartbreaks                                   |                             |         |
| 2017 | Goldbuster                                       |                             |         |
| 2018 | The Leaker                                       |                             |         |
| 2018 | Man on the Dragon                                | Chan Lung                   |         |
| 2019 | Change of Gangster                               | Director                    |         |
| 2019 | A Home with a View                               |                             |         |
| 2019 | Line Walker 2: Invisible Spy                     | CIB Superintendent Yip      |         |
| 2020 | Money Empire                                     | Tsui Lok                    |         |
| 2020 | All U Need Is Love                               |                             |         |
| 2020 | Drifting                                         | Fai                         |         |
| TBD  | Death Notice                                     |                             |         |
| TBD  | Under Current                                    |                             |         |

### Phim truyền hình
| Năm  | Phim                            | Tên gốc     | Vai diễn          | Ghi chú |
| ---- | ------------------------------- | ----------- | ----------------- | ------- |
| 1982 | Demi-Gods and Semi-Devils       | 天龍八部    | A Buddhist monk   |         |
| 1982 | Hương thành lãng tử             | 香城浪子    |                   |         |
| 1983 | The Old Miao Myth               | 老洞        | Guest             |         |
| 1983 | The Legend of the Condor Heroes | 射鵰英雄傳  | Guest             |         |
| 1984 | The Duke of Mount Deer          | 鹿鼎記      | Monk              |         |
| 1985 | Sword Stained with Royal Blood  | 碧血劍      | Luo Liru          |         |
| 1985 | The Possessed                   |             |                   |         |
| 1989 | Deadly Secret                   | 連城訣      | Man Kwai          |         |
| 1989 | Everybody Loves Somebody        |             |                   |         |
| 1989 | Mo Min Kap Sin Fung             | 無冕急先鋒  |                   |         |
| 1990 | The Final Combat                | 蓋世豪俠    | Duen Yuk Lau      |         |
| 1992 | Land of the Condors             | 大地飛鷹    | Xiao Fong         |         |
| 1992 | Family Squad                    | 卡拉屋企    |                   |         |
| 1997 | Huynh đệ song hành              | 難兄難弟    | Tạ Nguyên         |         |
| 1998 | General Fu                      | 福将军      | Zhou Fusheng      |         |
| 2003 | Triumph in the Skies            | 衝上雲霄    | Samuel "Sam" Tong |         |
| 2005 | The Great Adventure             | 大冒險家    | Fan Sau-mong      |         |
| 2005 | Magic Chef                      | 伙頭智多星  | Cheng Fat         |         |
| 2008 | Healing Souls                   | 生命有明天  | Qin Huo           |         |
| 2013 | Triumph in the Skies II         | 衝上雲霄 II | Samuel "Sam" Tong |         |
| 2018 | The Trading Floor               | 東方華爾街  | Anthony Yip       |         |